# Idiote je t'aime...
 (mars 2025).
Albums de Charles Aznavour
Non, je n'ai rien oublié
(1971) Aznavour chez lui, à Paris
(1973)
Singles
1. Me voilà seul / Les plaisirs démodés
Sortie : 1972
2. Comme ils disent / Idiote je t'aime
Sortie : 1972
3. Comme ils disent / On se réveillera
Sortie : 1972

Idiote je t'aime... est le 23e album studio français du chanteur Charles Aznavour. Il est sorti en 1972.

## Composition
Cet album contient deux des classiques d'Aznavour : Les plaisirs démodés et Comme ils disent, ce dernier traitant de l'homosexualité.

## Liste des chansons de l'album original
| 1. | Idiote je t'aime          |  |  |
| 2. | À ma femme                |  |  |
| 3. | Ton nom                   |  |  |
| 4. | Les plaisirs démodés (it) |  |  |

| 5. | Comme ils disent |  |  |
| 6. | L'indifférence   |  |  |
| 7. | Je t'aime        |  |  |
| 8. | On se réveillera |  |  |
| 9. | Me voilà seul    |  |  |

## Liste des chansons de la réédition CD de 1995
| No  | Titre                          | Durée |
| --- | ------------------------------ | ----- |
| 1.  | Non, je n'ai rien oublié (it)  |       |
| 2.  | Un par un                      |       |
| 3.  | Ma vie ô ma vie                |       |
| 4.  | Comme des roses                |       |
| 5.  | Mourir d'aimer                 |       |
| 6.  | L'instant présent              |       |
| 7.  | Partir                         |       |
| 8.  | J'ai vécu                      |       |
| 9.  | Je ne veux plus parler d'amour |       |
| 10. | Idiote je t'aime               |       |
| 11. | A ma femme                     |       |
| 13. | Les plaisirs démodés           |       |
| 14. | Comme ils disent               |       |
| 15. | L'indifférence                 |       |
| 16. | Je t'aime                      |       |
| 17. | On se réveillera               |       |
| 18. | Me voilà seul                  |       |